# Euproctis orphnaea
Euproctis orphnaea är en fjärilsart som beskrevs av Collenette 1932. Euproctis orphnaea ingår i släktet Euproctis och familjen tofsspinnare. Inga underarter finns listade i Catalogue of Life.